# 프레드 로저스
프레드 맥프릴 로저스 (Fred McFeely Rogers, 1928년 3월 20일 - 2003년 2월 27일)는 미국의 방송인, 음악가, 작가, 그리고 장로교 목사였다. 그는 유명한 텔레비전 프로그램인 미스터 로저스의 이웃(Mister Rogers' Neighborhood, 1968-2001)을 제작하여 어린아이들들의 교육에 큰 영향을 주었다. 그의 친절한 이웃 아저씨의 이미지를 통하여 많은 청중을 끌어들였다.

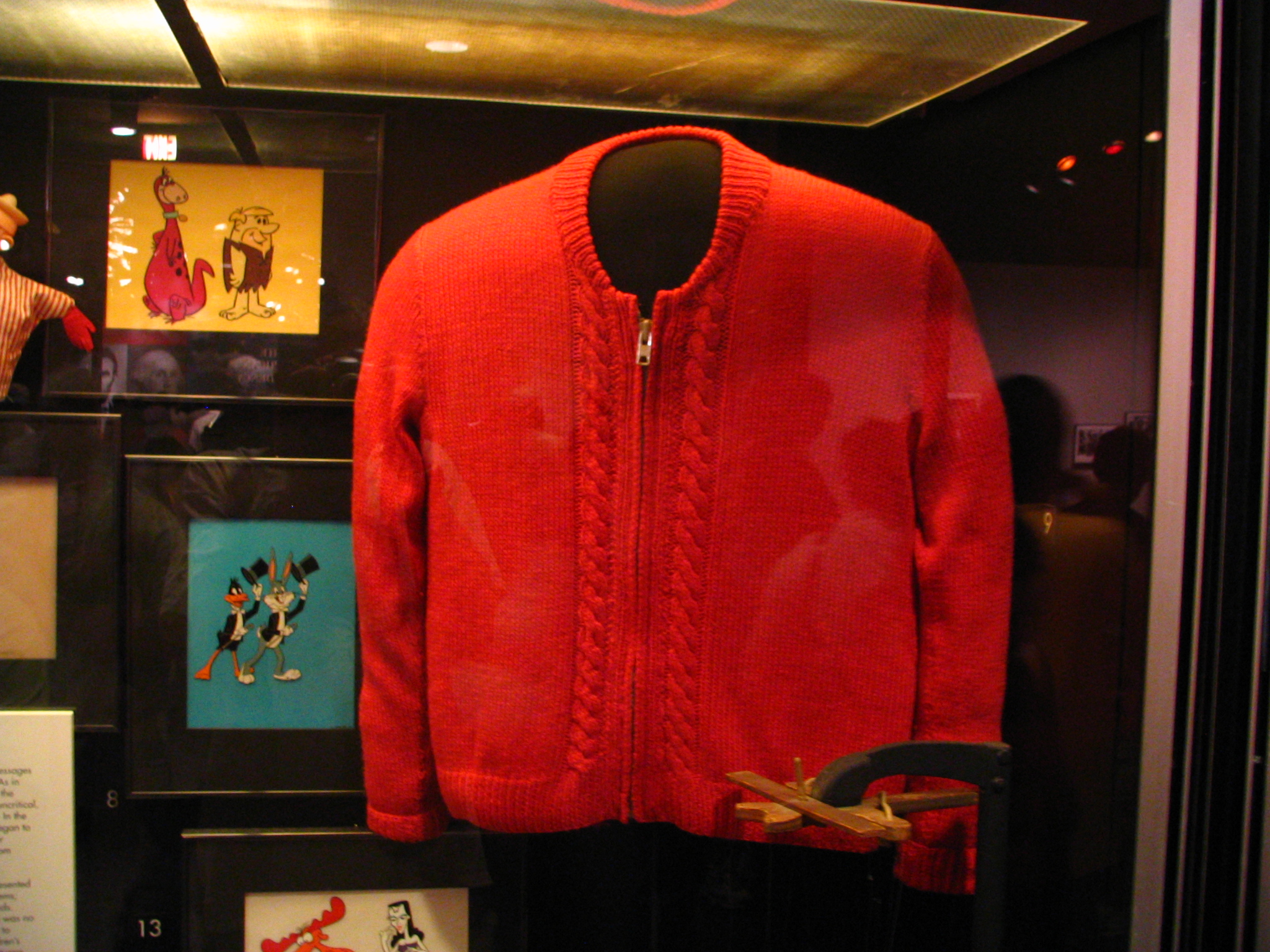
로저스가 입었던 스웨터, 스미소니언 박물관

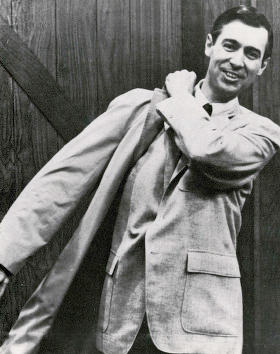
미스터 로저스의 이웃